# Казак (коммуна)
Каза́к (фр. Cazac, окс. Casac) — коммуна во Франции, находится в регионе Юг — Пиренеи. Департамент — Верхняя Гаронна. Входит в состав кантона Л’Иль-ан-Додон. Округ коммуны — Сен-Годенс.
Код INSEE коммуны — 31593.

## География
Коммуна расположена приблизительно в 630 км к югу от Парижа, в 50 км к юго-западу от Тулузы.
На юге коммуны протекает река Туш, а на севере — небольшая река Перега (фр. Peyréga).

## Климат
Климат умеренно-океанический. Зима мягкая и снежная, весна характеризуется сильными дождями и грозами, лето сухое и жаркое, осень солнечная. Преобладают сильные юго-восточные и северо-западные ветры.

## Население
Население коммуны на 2010 год составляло 84 человека.
| 1962 | 1968 | 1975 | 1982 | 1990 | 1999 | 2010 |
| ---- | ---- | ---- | ---- | ---- | ---- | ---- |
| 114  | 109  | 100  | 83   | 84   | 81   | 84   |

## Администрация
| Период | Период | Фамилия           | Партия | Примечания |
| ------ | ------ | ----------------- | ------ | ---------- |
| 2001   | 2008   | Ролан Кум         |        |            |
| 2008   | 2020   | Ремедиос Маттиони |        |            |

## Экономика
В 2010 году среди 59 человек трудоспособного возраста (15—64 лет) 46 были экономически активными, 13 — неактивными (показатель активности — 78,0 %, в 1999 году было 70,6 %). Из 46 активных жителей работали 45 человек (24 мужчины и 21 женщина), безработной была 1 женщина. Среди 13 неактивных 1 человек был учеником или студентом, 5 — пенсионерами, 7 были неактивными по другим причинам.